# Wojciech Waleczek
Wojciech Bolesław Waleczek (Pyskowice, 8 marzo 1980) è un pianista polacco, professore all'Università della Slesia.

## Biografia
Nel 2003 si è diplomato con lode all'Accademia Musicale di Katowice, nella classe di pianoforte guidata dal prof. Zbigniew Raubo. Nel 2014 gli è stato conferito il grado di dottore di ricerca nell`arte, mentre nel  2017 il grado di dottore di ricerca abilitato nell`arte presso la Accademia Musicale di Bydgoszcz. Nel 2022 è stato insignito del titolo di professore di arti musicali dal Presidente della Repubblica di Polonia.
L`artista svolge la funzione del professore all`Istituto delle Arti Musicali all`Università della Slesia. È il vice presidente dell`associazione SIGNUM di Gliwice per la promozione della musica classica.
Dava concerti in molti stati dell`Unione Europea e inoltre in Svizzera, Bosnia ed Erzegovina, Moldavia, Bielorussia, Russia, Kazakistan, Kirghizistan, Uzbekistan,  Giordania, Palestina, Algieria, Turchia, Iran, Iraq, Tunesia, Arabia Saudita, Qatar, Kenya, alle Seychelles, in Canada, Giappone, Brasile, Uruguay, Argentina, Guyana, Suriname e negli Stati Uniti.
Presente in palcoscenico in qualità del solista con le orchestre filarmoniche di: Kalisz, Koszalin, Lublin, Łódź, Opole, Bydgoszcz, Rzeszów, Wałbrzych, Szczecin, Katowice, Kielce, Wrocław, Zabrze e con la  Polacca Orchestra Filarmonica da Camera di Sopot, con l`Orchestra Simfonica di Toruń, con la Capella Bydgostiensis, con Beethoven Academy Orchestra, con la Polacca Orchestra „Sinfonia Iuventus“, Orchestra da Camera di Elbląg, Orchestra da Camera di Radom, Orchestra Simfonica di Karlovy Vary, Orchestra da Camera Nazionale di Moldavia, Orchestra Simfonica di Amman, Orchestra, Orchestra Simfonica di Kaposvar, Orschestra Simfonica di Briest,  Orchestra Simfonica del Teatro Nazionale del Brasile, Orquestra Sinfônica do Paraná,  Qatar Philharmonic Orchestra, Orchestra Sinfonica Uzbekistan
Ha collaborato con molti direttori d`orchestra, tra cui con: M. J. Błaszczyk, Ł. Borowicz, K. Bumann, G. Chmura, S. Chrzanowski, M. Diadiura, M. Dworzyński, B. Fromanger, Chang Joon-Gun, M. Gawroński, Cz. Grabowski, I. Hobson, G. Kerenyi, J. Kosek, M. Lebel, U. Makhmudov, M. Metelska, N. Morozowicz, M. Nesterowicz, D. Pavilionis, O. Palymski,  M. Pijarowski, W. Rajski, J. Rogala, Z. Rychert, J. Salwarowski, M. U. Sidiq, R. Silva, M. Smolij, A. Sosnowsky, M. Sugar, P. Veneri, T. Wojciechowski, M. Weiser, M. Wolniewski, J. M. Zarzycki, M. Żółtowski, B. Żurakowski.

## Discografia
- F. Liszt - Works for violin and piano – Voytek Proniewicz[28] – violino (NAXOS, 2014),[29]
- F. Liszt - Grandes etudes de Paganini, Transcendental Etudes after Paganini (Capriccio, 2017),
- F. Liszt - Harmonies poétiques et religieuses, S172a (NAXOS, 2019),[30]
- F. Schubert - Rarities and Short Piano Works (NAXOS, 2021),[31]
- F. Liszt - Weihnachtsbaum (NAXOS, 2024)[32]

Wojciech Waleczek

## Premi e borse di studio
IIIo premio, il premio Artur Rubinstein, fondato da Aniela Rubinstein al II Concorso Internazionale per Giovani Pianisti „Artur Rubinstein in memoriam” di Bydgoszcz (1996).
I° premio ed il premio per la migliore esecuzione del concerto al IV Concorso Pianistico Polacco  F. Liszt di Wrocław (1997),
III° premio al VII Concorso Pianistico Internazionale Premio Mario Zanfi” di Parma (2000),
II° premio al Festival dei Giovani Pianisti di Gdańsk (2002),
III° premio al VI Concorso Pianistico Internazionale Seiler di Palermo (2005),
III° premio al III Concorso Pianistico Internazionale  F. Liszt di Wrocław (2005).
Il pianista ha ricevuto premi e borse di studio concessi dal Presidente del Consiglio dei Ministri, del Ministro per i Beni e le Attività Culturali, dai sindaci di Katowice e Gliwice, dal Parlamento Voivodale della Slesia e da tanti altri enti privati e pubblici.
Nel 2020 gli è stato concesso un finanziamento agli studi dal Ministro dell`Istruzione, dell`Università e della Ricerca per giovani con spiccate doti.

## Onorificenze
- 2017 - Medaglia d'onore Zasłużony dla Kultury Polskiej ("Benemerito della Cultura Polacca") assegnata dal Ministro per i Beni e le Attività Culturali
- 2018 - Medaglia d`Argento al Merito per il Voivodato della Slesia assegnata dal Parlamento Voivodale della Slesia[37]
- 2019 - Croce di Bronzo al Merito assegnata dal Presidente della Repubblica Polacca[38]
- 2023 - Croce d'Argento al Merito assegnata dal Presidente della Repubblica Polacca[39]
- 2023 - Medaglia di Bronzo Gloria Artis assegnata dal Ministro per i Beni e le Attività Culturali[40]